# Alice av Storbritannien
Alice av Storbritannien, född 25 april 1843, död 14 december 1878 i Darmstadt av difteri, brittisk prinsessa, storhertiginna av Hessen. Dotter till prins Albert av Sachsen-Coburg-Gotha och Viktoria I av Storbritannien. Gift 1862 med storhertig Ludvig IV av Hessen. Hon var 1861–1862, tillsammans med systern Louise, sekreterare åt sin mor, drottning Viktoria.

## Biografi

### Tidigt liv

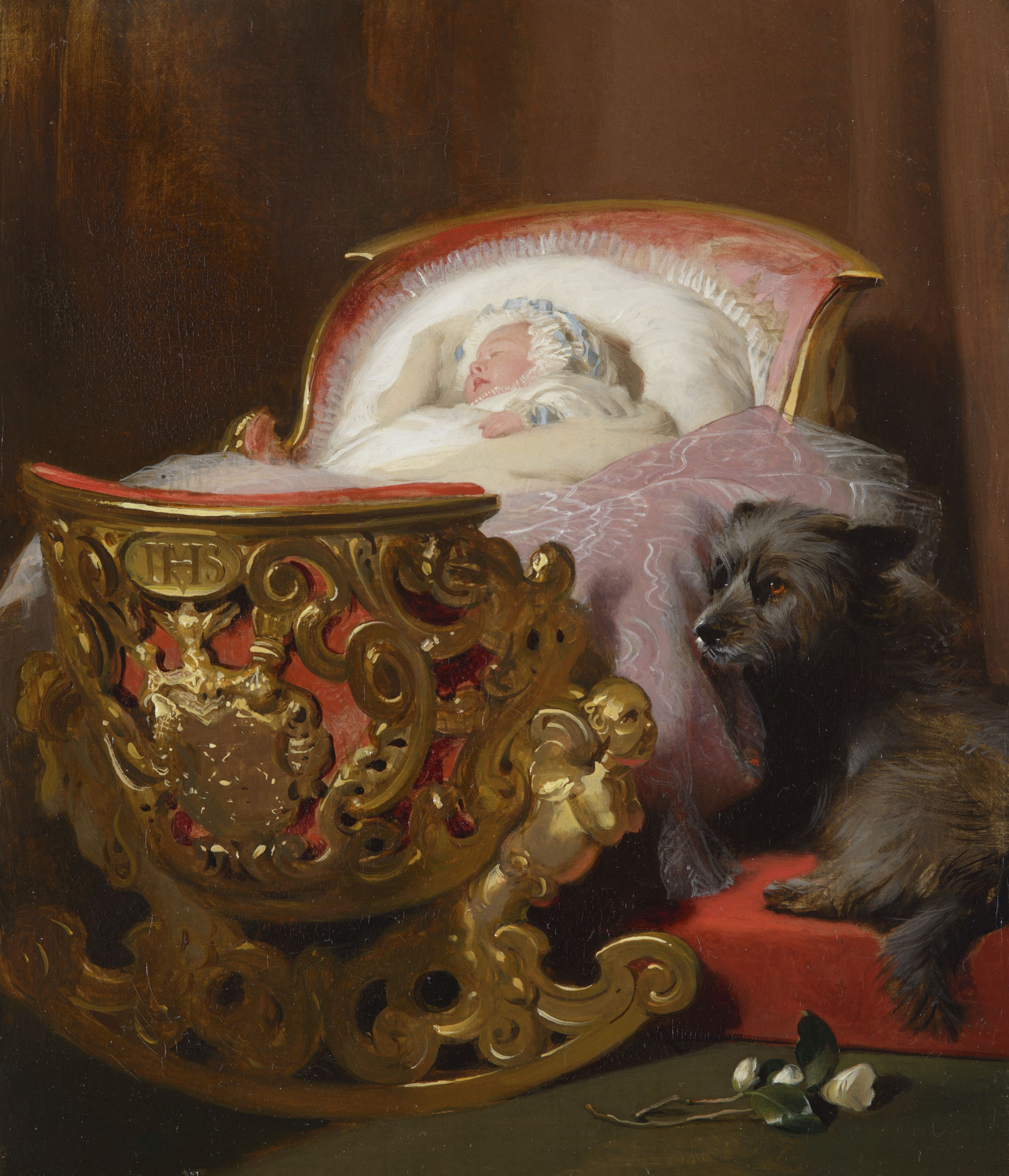
Prinsessan Alice som spädbarn. Prins Albert beställde denna målning som en överraskning för sin fru, drottning Victoria. Målning av Edwin Landseer, 1843.

Prinsessan Alice föddes 25 april 1843 på Buckingham Palace i London och var tredje barnet till drottning Viktoria av Storbritannien och prins Albert av Sachsen-Coburg-Gotha. Som andra dotter mottogs hennes kön med blandade känslor, och till och med Kronrådet sände sina "gratulationer och beklagande" till hennes föräldrar. Hon döptes den 2 juni 1843 med namnen Alice Maud Mary i private kapellet i Buckingham Palace av ärkebiskopen av Canterbury William Howley. Alice fick sitt namn för att hedra Victorias första premiärminister, Lord Melbourne, som en gång sagt till Victoria att Alice var hans kvinnliga favoritnamn. Vid hennes födsel flyttade familjen tillfälligt från Buckingham Palace till Osborne House på Isle of Wight (1844). 
Hennes uppfostran övervakades av fadern och dennes vän baron Stockmar och hon fick liksom sina syskon lära sig praktiska saker som hushållsarbete, laga mat och snickra. Familjen levde privat ett enkelt liv, bar "medelklasskläder" och sov i dåligt uppvärmda och enkelt möblerade rum. Alice beskrivs som känslosam, lättrörd, men med ett hetsigt temperament. 1854, under krimkriget, besökte hon sårade soldater på sjukhus med sin mor och äldre syster, och hon besökte även arrendatorer på de kungliga godsen och var nyfiken på hur icke kungliga levde. 
Alice hade ett nära förhållande till sin äldsta syster Viktoria och sin äldsta bror Edvard, senare Edvard VII av Storbritannien. Hon skötte sin mormor vid dennas död i mars 1861, och var sedan den som var till störst tröst för modern vid faderns död senare samma år. Vid faderns död underrättade hon sin bror mot moderns vilja, då modern förebrådde sin äldste son för faderns död. Vid denna tid blev hon, assisterad av sin syster Louise, moderns privatsekreterare och skötte kontakten mellan regeringen och drottningen.

### Giftermål
År 1860 gav drottningen sin äldsta dotter, Preussens kronprinsessa, i uppdrag att leta reda på lämpliga kandidater för ett äktenskap med Alice. Victoria ville egentligen att hennes barn skulle gifta sig av kärlek men realiteten var annorlunda. Prins Vilhelm av Oranien och prins Albert av Preussen föreslogs, samt även prins Ludvig av Hessen, som 1860 inbjöds med sin bror Henrik till Windsor Castle, officiellt för att titta på Ascot-tävlingarna men egentligen för att inspekteras. Då bröderna reste hem förklarade Alice att hon var attraherad av Ludvig, och paret förlovades år 1861. Alice gifte sig 1862 på Osborne House. Bröllopet beskrivs som det sorgligaste bröllopet i kungahuset, då både Alices mor och bror Alfred grät under ceremonin. Under smekmånaden i S:t Claire ska Victoria ha blivit avundsjuk på dotterns lycka. 

### Livet i Hessen
Alice välkomnades med entusiasm vid ankomsten till Darmstadt i Hessen. Det rådde dock missnöje med kravet på att ett palats skulle byggas åt Alice, så paret fick av monarken ett enkelt hus vid gatan som bostad, vilket Alice dock trivdes med. Några år senare reglerades dock det hela och ett nytt palats, Neues Palais, kunde byggas i Darmstadt. 
Alice besökte England vid broderns bröllop 1863 men återvände snart. Drottning Victoria tyckte illa om Alices lyckliga relation med Ludvig, eftersom detta innebar att Alice sällan besökte England, vilket ledde till en spänd relation mellan Alice och modern.  
Under kriget med Preussen 1866 kom Alice och hennes syster, Preussens kronprinsessa, på motsatta sidor av konflikten. Hon skickade sina barn till England och arbetade i sjukhusen i Hessen, trots att hon då var gravid. Hon var bekant med Florence Nightingale, och införde ventilation och hygien på sjukhusen efter dennas råd. Då preussiska trupper stod utanför staden uppmanade hon sin makes farbror, Ludvig III av Hessen-Darmstadt, att ge efter för Preussens krav, vilket upprörde en del. Preussen intog snart därefter staden. 
Alice skrev till modern om Preussens plundring av Hessen, och modern skrev till Alices äldre syster, Preussens kronprinsessa, som dock sade sig oförmögen att förhindra det; att Hessens och Preussens kronprinsessor var syskon antas dock ha inverkat på det faktum att Preussens tillät Hessens monark att behålla sin tron.  
Alice var vän med teologen David Friedrich Strauss; hon delade hans kritik av kristendomen, gjorde honom till sin föreläsare och presenterade honom för Preussens kronprinspar. Alice och Ludvig besökte England 1871, där hon av en slump kom att ha huvudansvaret för vården av prinsen av Wales under hans svåra tyfoidfeber. 
Drottning Victoria ogillade att Alice ammade sina barn, tyckte att hennes intresse för gynekologi och fysik var chockerande, hennes pengaproblem pinsamma och hennes sätt att kritisera moderns livslånga sorgeperiod oförskämd. Alice tog sin son Fritz död 1873 mycket hårt. Hon brevväxlade med socialreformatorn Octavia Hill. 1877 besteg maken tronen i Hessen, och Alice blev storhertiginna. Hon försökte som sådan driva igenom sociala reformer i Hessen men plågades av sin impopularitet och sina plikter som storhertiginna. 
Hon besökte England på semester 1878. Vid sin återkomst till Hessen blev hon, efter att själv ha vårdat flera sjuka i familjen, själv sjuk i difteri och dog.

## Familj
Gift 1862 på Osborne House, Isle of Wight, med sedermera storhertig Ludvig IV av Hessen (1837–1892).
Barn:
1. Viktoria av Hessen (1863–1950), mor till Louise Mountbatten, Louis Mountbatten och Alice av Battenberg.
2. Elisabeth av Hessen (1864–1918), gift med Sergej Alexandrovitj av Ryssland (1857–1905).
3. Irene av Hessen (1866–1953), gift med Henrik av Preussen.
4. Ernst Ludvig av Hessen (1868–1937), Hessens siste storhertig.
5. Friedrich av Hessen (1870–1873), dog av blödarsjuka.
6. Alexandra av Hessen (Alix) (1872–1918), gift med tsar Nikolaj II av Ryssland (båda avrättade vid ryska revolutionen 1918).
7. Marie av Hessen (1874–1878), dog av difteri.

## Antavla
|                           |  |  |  |  |  |  |  |                                   |  |  |  |  |  |  |  |                                                |  |  |  |  |  |  |  | 8. Hertig Frans Fredrik av Sachsen-Coburg-Saalfeld (även 14.) |
|                           |  |  |  |  |  |  |  |                                   |  |  |  |  |  |  |  |                                                |  |  |  |  |  |  |  |                                                               |
|                           |  |  |  |  |  |  |  |                                   |  |  |  |  |  |  |  | 4. Hertig Ernst I av Sachsen-Coburg-Gotha      |  |  |  |  |  |  |  |                                                               |
|                           |  |  |  |  |  |  |  |                                   |  |  |  |  |  |  |  |                                                |  |  |  |  |  |  |  |                                                               |
|                           |  |  |  |  |  |  |  |                                   |  |  |  |  |  |  |  |                                                |  |  |  |  |  |  |  | 9. Augusta av Reuss-Ebersdorf (även 15.)                      |
|                           |  |  |  |  |  |  |  |                                   |  |  |  |  |  |  |  |                                                |  |  |  |  |  |  |  |                                                               |
|                           |  |  |  |  |  |  |  | 2. Albert av Sachsen-Coburg-Gotha |  |  |  |  |  |  |  |                                                |  |  |  |  |  |  |  |                                                               |
|                           |  |  |  |  |  |  |  |                                   |  |  |  |  |  |  |  |                                                |  |  |  |  |  |  |  |                                                               |
|                           |  |  |  |  |  |  |  |                                   |  |  |  |  |  |  |  |                                                |  |  |  |  |  |  |  | 10.Hertig August av Sachsen-Gotha-Altenburg                   |
|                           |  |  |  |  |  |  |  |                                   |  |  |  |  |  |  |  |                                                |  |  |  |  |  |  |  |                                                               |
|                           |  |  |  |  |  |  |  |                                   |  |  |  |  |  |  |  | 5. Luise av Sachsen-Gotha-Altenburg            |  |  |  |  |  |  |  |                                                               |
|                           |  |  |  |  |  |  |  |                                   |  |  |  |  |  |  |  |                                                |  |  |  |  |  |  |  |                                                               |
|                           |  |  |  |  |  |  |  |                                   |  |  |  |  |  |  |  |                                                |  |  |  |  |  |  |  | 11.Lovisa Charlotta av Mecklenburg-Schwerin                   |
|                           |  |  |  |  |  |  |  |                                   |  |  |  |  |  |  |  |                                                |  |  |  |  |  |  |  |                                                               |
| 1.Alice av Storbritannien |  |  |  |  |  |  |  |                                   |  |  |  |  |  |  |  |                                                |  |  |  |  |  |  |  |                                                               |
|                           |  |  |  |  |  |  |  |                                   |  |  |  |  |  |  |  |                                                |  |  |  |  |  |  |  | 12. Kung Georg III                                            |
|                           |  |  |  |  |  |  |  |                                   |  |  |  |  |  |  |  |                                                |  |  |  |  |  |  |  |                                                               |
|                           |  |  |  |  |  |  |  |                                   |  |  |  |  |  |  |  | 6. Prins Edvard, hertig av Kent och Strathearn |  |  |  |  |  |  |  |                                                               |
|                           |  |  |  |  |  |  |  |                                   |  |  |  |  |  |  |  |                                                |  |  |  |  |  |  |  |                                                               |
|                           |  |  |  |  |  |  |  |                                   |  |  |  |  |  |  |  |                                                |  |  |  |  |  |  |  | 13. Charlotte av Mecklenburg-Strelitz                         |
|                           |  |  |  |  |  |  |  |                                   |  |  |  |  |  |  |  |                                                |  |  |  |  |  |  |  |                                                               |
|                           |  |  |  |  |  |  |  | 3. Drottning Victoria             |  |  |  |  |  |  |  |                                                |  |  |  |  |  |  |  |                                                               |
|                           |  |  |  |  |  |  |  |                                   |  |  |  |  |  |  |  |                                                |  |  |  |  |  |  |  |                                                               |
|                           |  |  |  |  |  |  |  |                                   |  |  |  |  |  |  |  |                                                |  |  |  |  |  |  |  | 14. Samma som 8.                                              |
|                           |  |  |  |  |  |  |  |                                   |  |  |  |  |  |  |  |                                                |  |  |  |  |  |  |  |                                                               |
|                           |  |  |  |  |  |  |  |                                   |  |  |  |  |  |  |  | 7. Viktoria av Sachsen-Coburg-Saalfeld         |  |  |  |  |  |  |  |                                                               |
|                           |  |  |  |  |  |  |  |                                   |  |  |  |  |  |  |  |                                                |  |  |  |  |  |  |  |                                                               |
|                           |  |  |  |  |  |  |  |                                   |  |  |  |  |  |  |  |                                                |  |  |  |  |  |  |  | 15. Samma som 9.                                              |
|                           |  |  |  |  |  |  |  |                                   |  |  |  |  |  |  |  |                                                |  |  |  |  |  |  |  |                                                               |

## Galleri

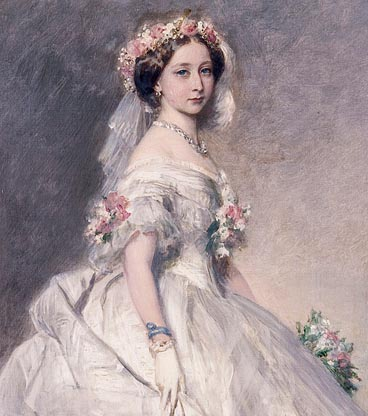
Alice av Storbritannien 1859.
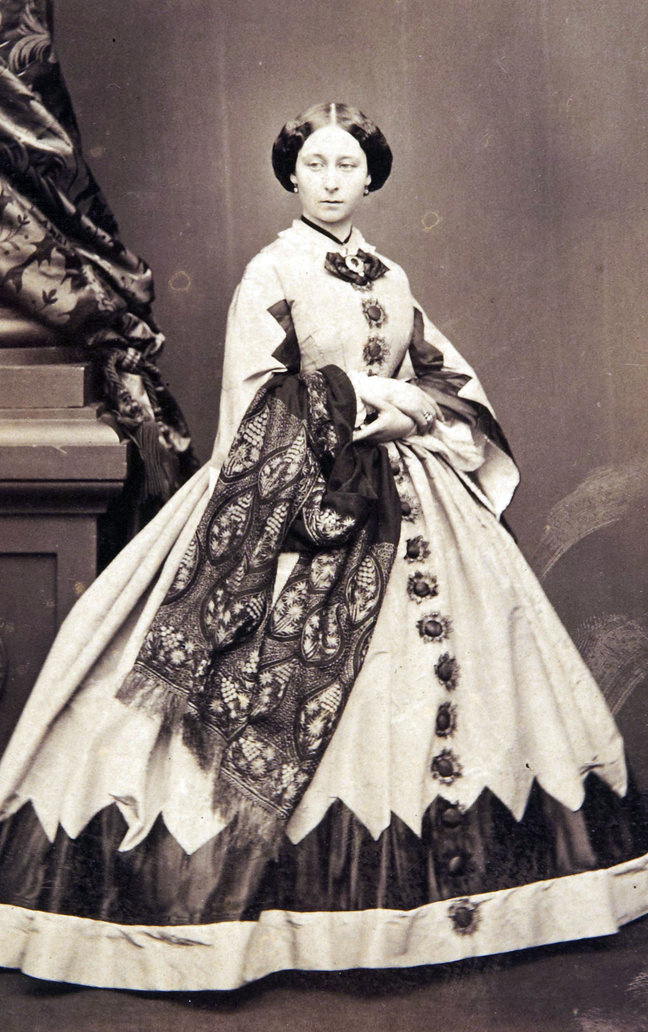
Alice av Storbritannien (cirka 1865).
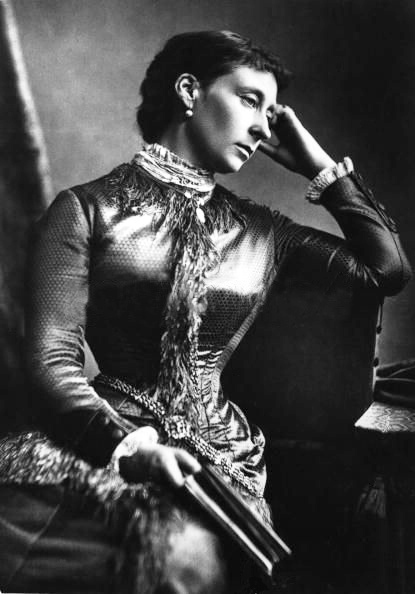
Alice av Storbritannien.